# ショーン・ゲイル
ショーン・ゲイル（1962年3月8日- ）はバージニア州ニューポートニューズ出身のアメリカンフットボール選手。ポジションはディフェンシブバック。シカゴ・ベアーズで11シーズン、サンディエゴ・チャージャーズで1シーズンプレーした。ベアーズが第20回スーパーボウルで優勝した当時のメンバーである。スーパーボウル・シャッフルのメンバーにも入っている。
現在、イギリスのSky SportsでNFLのゲスト解説者を務めている。

## 経歴
オハイオ州立大学から1984年のNFLドラフト10巡でシカゴ・ベアーズに指名されて入団した。
1986年1月5日のニューヨーク・ジャイアンツとのディビジョナルプレーオフでは、NFL最短記録となる、5ヤードのパントリターンTDを決めている。
1987年9月、故障者リスト入りしたが、11月にアクティブロースターに復帰、スペシャルチームのキャプテンを務めた。
1989年にはチーム2位タイの3インターセプトをあげた。
1991年、開幕から故障者リスト入りしたが、9月中に復帰、怪我で出場辞退をしたティム・マクドナルドの代わりにプロボウルに選ばれた。
1994年3月、フリーエージェントとなったが、その後、ベアーズと契約し、この年までプレーした。
1995年、サンディエゴ・チャージャーズに加入、同年12月23日のニューヨーク・ジャイアンツ戦で99ヤードのパントリターンTDを決めて、逆転勝利に貢献、チャージャーズは4年間で3回目のプレーオフ出場を決めた。
2012年、現役時代頭部に受けた怪我により、脳に損傷を受けたとして、NFLを相手に訴訟を起こした。彼によると現役時代に起こした脳震盪によると見られる記憶障害、頭痛、認知障害が起きているという。元ベアーズの選手ではデイブ・デュアソンが脳震盪による障害に悩まされ、2011年2月に胸を撃って自殺、その遺族も同様の訴訟を起こしている。他にもキース・ヴァンホーン、デニス・ジェントリー、ジム・マクマーン、シェーン・マシューズなど元ベアーズの選手を含む2600人以上がNFLを訴えている。

## 人物
現役時代は、ハードヒットで鳴らした。
ベアーズ時代のチームメート、デイブ・デュアソン、チャージャーズ時代のチームメート、ジュニア・セアウの自殺にはショックを受けたことを明かした。
ウィスコンシン州ポトシ出身のガールフレンド、ロニ・ロイターが2007年10月4日に殺害された。彼女は当時妊娠7ヶ月でゲイルの娘がお腹の中にいたが、家で射殺され胎児も亡くなった。彼女は口径9mmのピストルで複数回撃たれており、2発の弾丸が胃に当たっていた。亡くなった彼女の財布には、ゲイルが同時に18人の女性と交際しているといった内容の手紙が入っていた。そうした手紙は、ゲイルやその友人、ロイターの母親にも送られており、当初、ゲイルは2006年に破局した後も、彼にストーカー行為をしていたポーランド人女性が犯人に違いないと主張し、その女性は取り調べを受けたがアリバイがあった。
警察がゲイルのパソコンを調べたところ、電子メールがハッキングされており、サイバーストーキングされていたことがわかり、それはポーランド女性ではなく、マルニ・ヤンであった。彼女はキーロガーによって、ゲイルがパソコンに打ち込む内容を監視していたのであった。
2009年3月3日、41歳の、マルニ・ヤンは第一級謀殺容疑で逮捕され、起訴された。そして2011年3月、第一級謀殺での有罪判決が下された。